# Edenia gomezpompae
Edenia gomezpompae är en svampart som beskrevs av M.C. González, Anaya, Glenn, Saucedo & Hanlin 2007. Edenia gomezpompae ingår i släktet Edenia och familjen Pleosporaceae.   Inga underarter finns listade i Catalogue of Life.